# Distretto di Pleebo/Sodeken
Il distretto di Pleebo/Sodeken è un distretto della Liberia facente parte della contea di Maryland.